# Frederick North
Frederick North, II conte di Guilford (Londra, 13 aprile 1732 – Londra, 5 agosto 1792), è stato un nobile e politico inglese.
Membro del Partito Conservatore, fu Primo Ministro del Regno di Gran Bretagna dal 28 gennaio 1770 al 22 marzo 1782.

## Gli inizi
Frederick North nacque a Londra, vicino a Piccadilly, il 13 aprile 1732 da Francis North, I conte di Guilford (13 aprile 1704-4 agosto 1790) e da Lucy Montagu (morta nel 1734). Dopo la morte di sua madre, suo padre si risposò altre due volte con Elizabeth Kaye ed Anne Furnese. Frederick mostrò una certa somiglianza con Giorgio III d'Inghilterra e vi fu chi sostenne che in realtà fosse figlio del principe di Galles Federico di Hannover, donnaiolo incallito, tuttavia nessuna prova concreta ha mai supportato questa diceria.
Suo padre Francis all'epoca era Lord of the Bedchamber, una carica che prevedeva l'assistenza, anche fisica, del Principe e Federico stesso fu padrino del piccolo Frederick. Frederick discendeva da Edward Montagu, I conte di Sandwich ed era parente con Samuel Pepys e con John Stuart, III conte di Bute. Al momento della sua nascita la famiglia North non era particolarmente ricca e la sua situazione finanziaria migliorò nel 1735 quando suo padre ereditò una considerevole somma da un cugino deceduto. Fra il 1742 ed il 1748 Frederick studiò ad Eton e nel 1750 andò al Trinity College. Una volta laureatosi partì per il Grand Tour insieme ad uno dei fratellastri, William Legge, II conte di Darthmouth (20 giugno 1731-15 luglio 1801). Questo viaggio lo portò in diverse città europee ed all'Università di Lipsia dove studiò per qualche tempo tornando in Inghilterra nel 1753.

## I primi successi politici

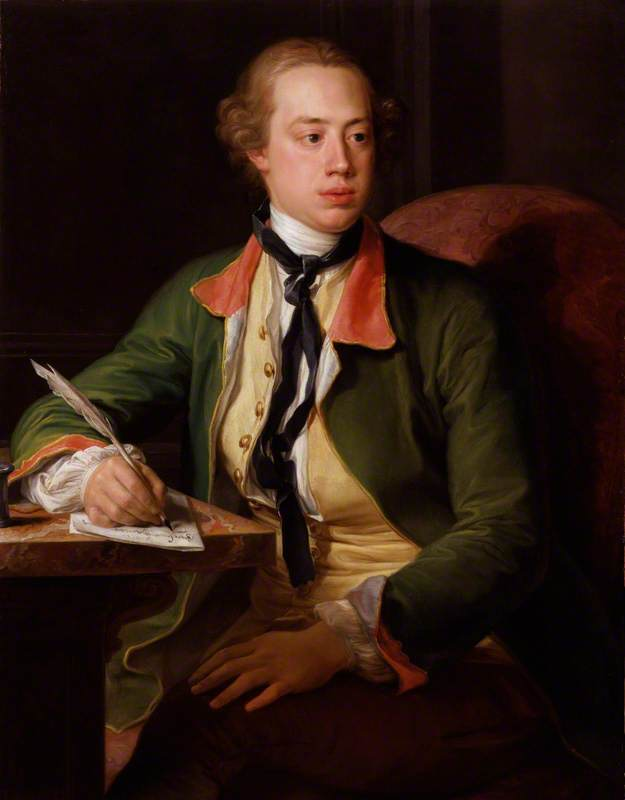
Ritratto olio su tela (1753), rappresentante Frederick North, 2nd Earl of Guilford; opera di Pompeo Batoni (1708–1787).

Il 15 aprile 1754 cominciò la sua carriera politica con l'elezione per il collegio di Banbury, carica che mantenne fino al 1790. Il 2 giugno 1759 divenne uno dei Lord of the Treasury unendosi al governo nel momento in cui Thomas Pelham-Holles, I duca di Newcastle-upon-Tyne e William Pitt il Vecchio strinsero un'alleanza per riuscire a governare il Parlamento allora diviso da lotte intestine. Gli anni dimostrarono le capacità di Frederick, era considerato capace, buon amministratore ed era stimato dai colleghi parlamentari, riguardo alla sua appartenenza politica egli si considerava un Whig, ma presto divenne chiaro che le sue simpatie erano per i Tory, tanto che non si allineò mai con nessuna delle fazioni Whig presenti in Parlamento. Nel novembre del 1763 Frederick fu scelto per parlare al Parlamento, a nome del Governo, sulla questione sorta intorno a John Wilkes un parlamentare che stava attaccando duramente sia il re che il primo ministro George Grenville sul suo giornale satirico The North Briton. La mozione di Frederick per farlo espellere passò per 273 voti contro 111 e fu approvata in assenza dell'accusato che si trovava in Francia per un duello.
Nel 1765 al potere andò il Whig Charles Watson-Wentworth, II marchese di Rockingham e Frederick tornò ad essere un parlamentare di secondo piano dopo aver rifiutato l'offerta del nuovo primo ministro di rimanere nel governo. L'anno successivo con il ritorno di Pitt fu investito della carica di Paymaster of the forces che lo metteva a sovrintendere alle finanze dell'esercito e divenne anche membro del Consiglio privato di sua maestà. Il dicembre del 1767 lo vide nominato Cancelliere dello Scacchiere carica che mantenne fino al 27 marzo 1782. Pochi mesi dopo, infine, a seguito delle dimissioni di Henry Seymour Conway divenne Leader della Camera dei Comuni.

## Il dolce e l'amaro del governo
Quando il 28 gennaio 1770 Augustus Henry FitzRoy, III duca di Grafton, un Whig, si dimise, a Frederick fu affidato il compito di mettere insieme un nuovo governo e scelse uomini di tendenza Tory, anche se molti di loro non erano formalmente affiliati alle correnti di partito o erano stati Whig in precedenza. Il momento in cui Frederick assurse alla carica di Primo Ministro vedeva la nazione uscire vincitrice dalla Guerra dei sette anni: un successo che seguiva il Trattato di Parigi, con cui Giorgio III d'Inghilterra aveva estromesso la Francia dal Canada, cacciandola così definitivamente dall'America Settentrionale e portando l'Impero britannico a un picco fino ad allora mai raggiunto. Cause di forza maggiore spinsero Frederick a mantenere nel governo dei membri del precedente gabinetto, benché spesso le loro opinioni non coincidessero ed a differenza di diversi suoi predecessori mantenne un buon rapporto con il sovrano basato sul loro comune patriottismo e con la tendenza ad un certo pudore sulle loro vite private.
Nel 1770 Frederick si trovò a fronteggiare la crisi delle Isole Falkland nata a seguito della frustrazione di Spagna e Francia per le condizioni favorevoli strappate dagli inglesi nel Trattato di Parigi. Gli spagnoli nel giugno di quell'anno fecero sbarcare sull'isola un contingente che ottenne la resa immediata della piccola guarnigione britannica: questo sarebbe stato, secondo gli spagnoli, il primo passo per un'invasione dell'Inghilterra che sarebbe avvenuta di concerto con la Francia. Luigi XV di Francia tuttavia si rese conto che il suo paese non era pronto per un altro conflitto e, non appena gli inglesi mobilitarono le loro forze navali, i francesi si ritirarono dai loro intenti. Questa vittoria fece crescere la popolarità nazionale di Frederick e del governo in generale, anche se vi fu chi non mancò di notare come fosse errato credere che questo potesse portare a pensare che gli altri stati europei non dovessero o potessero interferire nelle questioni inglesi, specie quelle concernenti l'impero. Approfittando del momento Frederick colse l'occasione per nominare John Montagu, IV conte di Sandwich Lord commissari dell'ammiragliato.
Il 19 aprile 1775 vi fu la Battaglia di Lexington e con essa scoppiò, dopo un lungo periodo di tumulti, la Guerra d'indipendenza americana: essa era frutto anche delle tasse che i coloni sentivano come eccessive e che vedevano in Frederick un convinto sostenitore. Egli mise al comando delle operazioni militari due uomini di sua fiducia, John Montagu, IV conte di Sandwich e George Germain, I visconte Sackville: all'inizio gli inglesi riuscirono a conquistare New York e Filadelfia, ma presto fu anche chiaro di come non fossero in grado di conseguire una vittoria davvero decisiva. Nel frattempo, Frederick ed il suo governo promulgarono delle leggi, conosciute in Inghilterra come Coercitive Acts ed in America come Leggi intollerabili, volte a punire i coloni in seguito ai Boston Tea Party; una parte di esse prevedevano il divieto di carico e scarico nel porto di Boston di qualsivoglia merce fino a che i coloni non avessero risarcito l'Impero del danno economico inflittogli. Nelle intenzioni questo doveva ricondurre, tagliando la città fuori dal mercato e sospendendo il governo locale ritenuto inetto, i ribelli a più miti consigli.
Nel 1778 tuttavia la Francia si inserì nel conflitto appoggiando i rivoltosi e nel 1779 la Spagna la seguì; infine vi si aggiunsero nel 1780 il Regno di Mysore e la Repubblica delle Sette Province Unite. Ben presto l'Inghilterra si trovò a combattere una guerra pressoché globale senza nessun aiuto: i britannici furono costretti a mettere una dose considerevole delle loro forze nei Caraibi, poiché lo zucchero forniva loro molta più ricchezza di quanto non facessero le Tredici colonie. Non da ultimo, nel 1779 la Francia e la Spagna si prepararono di nuovo ad invadere l'Inghilterra, anche se il tentativo fu nuovamente fallimentare (come dimostrato dalla disfatta dell'Armata del 1779). Nonostante questo l'Inghilterra fece diversi tentativi di pace separata che caddero nel vuoto.
Nel 1780 Caterina II di Russia si fece promotrice della Lega dei neutri, volta ad aggirare il blocco che gli inglesi ponevano sui porti delle città coloniali in rivolta (blocco che coinvolgeva le navi di tutte le altre nazioni, che venivano dirottate nei porti britannici). Sempre in quel periodo Frederick trovò il modo di togliere alcune delle restrizioni che impedivano l'ingresso dei cattolici nell'esercito, provocando così non solo una rinascita dei sentimenti anti-cattolici, ma anche una serie di rivolte culminate nelle Sommosse di Gordon nel giugno dello stesso anno. La rivolta durò circa una settimana, finché non venne chiamato in causa l'esercito che impose la legge marziale.
Dall'altro capo dell'oceano intanto gli inglesi recuperarono terreno a seguito della Battaglia di Rhode Island del 29 agosto 1778 e della cattura della guarnigione di Charleston con il risultato che nel 1780-1781 il governo di North rimase stabile se non rafforzato.

## Le dimissioni ed il breve ritorno
Nel 1781 gli inglesi vennero sconfitti nella Battaglia di Yorktown e nel marzo dell'anno dopo il Parlamento presentò a Frederick una mozione di sfiducia, che egli accettò divenendo il primo uomo politico a dimettersi in seguito ad essa. Di recente aveva provato a porre fine al conflitto, proponendo ai coloni di revocare tutte le misure restrittive che aveva imposto se essi avessero fatto cessare la guerra; ma gli venne opposto un diniego, asserendo i coloni che quello che volevano era la piena indipendenza. L'annuncio di dimissioni colse alla sprovvista il governo e l'opposizione che aveva anche preparato un duro discorso contro di lui ed il parlamento venne quindi congedato ed aggiornato.
Un mese dopo William Petty, II conte di Shelburne propose addirittura di processare Frederick per verificare la correttezza della sua condotta durante il conflitto, ma l'idea venne presto abbandonata. Per ironia della sorte nel 1782 la guerra riprese a volgere a favore degli inglesi, anche per via delle misure prese da Frederick e dal conte di Sandwich: la Battaglia delle Saintes avvenne dal 9 al 12 aprile appena dieci giorni dopo le sue dimissioni e nel 1783 l'Inghilterra poté concludere il conflitto con condizioni di pace piuttosto favorevoli.
Nello stesso anno Frederick fu nominato Segretario di Stato per gli Affari Interni in un'improbabile alleanza con il radicale Whig Charles James Fox sotto la guida nominale di William Henry Cavendish-Bentinck, III duca di Portland. Giorgio III d'Inghilterra detestava Fox e non perdonò mai a Frederick questo supposto tradimento, così che - quando il governo cadde nel dicembre del 1783 - egli non ricoprì mai più incarichi di governo. Uno dei maggiori traguardi della coalizione fu la ratifica del Trattato di Parigi (1783) che sancì la fine della guerra d'indipendenza americana. Il successivo Primo Ministro fu William Pitt il Giovane; Frederick pensando che non sarebbe durato a lungo sperò di poter tornare al governo, ma si sbagliò perché Pitt governò di fatto fino al 1806.
Nel 1790 Frederick divenne cieco e lasciò il seggio al Parlamento conservando quello alla Camera dei Lord; nello stesso anno ereditò dal padre il titolo di Conte di Guilford.

## Morte, matrimonio e figli
Frederick morì il 5 agosto 1792 e venne sepolto a Wroxton, nell'Oxfordshire. Il 20 maggio 1756 si era sposato con Anne Speke (prima del 1741-1797) da cui ebbe sei figli:
- George Augustus North, III conte di Guilford (11 settembre 1757-20 aprile 1802)
- Catherine Anne North (1760-1817)
- Francis North, IV conte di Guilford (25 dicembre 1761-11 gennaio 1817)
- Charlotte North (morta il 25 ottobre 1849)
- Frederick North, V conte di Guilford (7 febbraio 1766-14 ottobre 1857)
- Anne North (prima del 1783-18 gennaio 1832)

## Ascendenza
|                                       |                |                                  | Genitori                           |  |  | Nonni |  |  | Bisnonni                         |  |  | Trisnonni                     |  |
|                                       |                |                                  |                                    |  |  |       |  |  | Francis North, I barone Guilford |  |  | Dudley North, IV barone North |  |
|                                       |                |                                  |                                    |  |  |       |  |  | Francis North, I barone Guilford |  |  | Dudley North, IV barone North |  |
|                                       |                | Anne Montagu                     |                                    |  |  |       |  |  | Francis North, I barone Guilford |  |  |                               |  |
| Francis North, II barone Guilford     |                |                                  |                                    |  |  |       |  |  | Francis North, I barone Guilford |  |  |                               |  |
|                                       |                | lady Frances Pope                | Thomas Pope, III conte di Downe    |  |  |       |  |  |                                  |  |  |                               |  |
|                                       |                | lady Frances Pope                | Thomas Pope, III conte di Downe    |  |  |       |  |  |                                  |  |  |                               |  |
|                                       |                | lady Frances Pope                | Beata Poole                        |  |  |       |  |  |                                  |  |  |                               |  |
| Francis North, I conte di Guilford    |                | lady Frances Pope                |                                    |  |  |       |  |  |                                  |  |  |                               |  |
|                                       |                | sir John Brownlow, III baronetto | sir Richard Brownlow, II baronetto |  |  |       |  |  |                                  |  |  |                               |  |
|                                       |                | sir John Brownlow, III baronetto | sir Richard Brownlow, II baronetto |  |  |       |  |  |                                  |  |  |                               |  |
|                                       |                | sir John Brownlow, III baronetto | Elizabeth Freke                    |  |  |       |  |  |                                  |  |  |                               |  |
| Alice Brownlow                        |                | sir John Brownlow, III baronetto |                                    |  |  |       |  |  |                                  |  |  |                               |  |
|                                       |                | Alice Sherard                    | Richard Sherard                    |  |  |       |  |  |                                  |  |  |                               |  |
|                                       |                | Alice Sherard                    | Richard Sherard                    |  |  |       |  |  |                                  |  |  |                               |  |
|                                       |                | Alice Sherard                    | Margaret Dewe                      |  |  |       |  |  |                                  |  |  |                               |  |
| Frederick North, II conte di Guilford |                | Alice Sherard                    |                                    |  |  |       |  |  |                                  |  |  |                               |  |
|                                       | Edward Montagu | hon. George Montagu              |                                    |  |  |       |  |  |                                  |  |  |                               |  |
|                                       | Edward Montagu | hon. George Montagu              |                                    |  |  |       |  |  |                                  |  |  |                               |  |
|                                       | Edward Montagu | Elizabeth Irby                   |                                    |  |  |       |  |  |                                  |  |  |                               |  |
| George Montagu, I conte di Halifax    | Edward Montagu |                                  |                                    |  |  |       |  |  |                                  |  |  |                               |  |
|                                       |                | Elizabeth Pelham                 | sir John Pelham, III baronetto     |  |  |       |  |  |                                  |  |  |                               |  |
|                                       |                | Elizabeth Pelham                 | sir John Pelham, III baronetto     |  |  |       |  |  |                                  |  |  |                               |  |
|                                       |                | Elizabeth Pelham                 | lady Lucy Sidney                   |  |  |       |  |  |                                  |  |  |                               |  |
| lady Lucy Montague                    |                | Elizabeth Pelham                 |                                    |  |  |       |  |  |                                  |  |  |                               |  |
|                                       |                | Richard Saltonstall              | Richard Saltonstall                |  |  |       |  |  |                                  |  |  |                               |  |
|                                       |                | Richard Saltonstall              | Richard Saltonstall                |  |  |       |  |  |                                  |  |  |                               |  |
|                                       |                | Richard Saltonstall              | Margaret Nutt                      |  |  |       |  |  |                                  |  |  |                               |  |
| Ricarda Posthuma Saltonstall          |                | Richard Saltonstall              |                                    |  |  |       |  |  |                                  |  |  |                               |  |
|                                       |                | Silence Parkhurst                | Richard Parkhurst                  |  |  |       |  |  |                                  |  |  |                               |  |
|                                       |                | Silence Parkhurst                | Richard Parkhurst                  |  |  |       |  |  |                                  |  |  |                               |  |
|                                       |                | Silence Parkhurst                | Katharine Dormer                   |  |  |       |  |  |                                  |  |  |                               |  |
|                                       |                | Silence Parkhurst                |                                    |  |  |       |  |  |                                  |  |  |                               |  |